# Richard Marx
Richard Noel Marx (Chicago, 16 de setembre de 1963) és un cantant i compositor estatunidenc. Va ser durant els anys 1980 i 1990 quan es feu famós arran de títols exitosos com ara Right here waiting, Hazard o Hold on to the nights. Marx va ser el primer artista que aconseguí situar els seus set primers títols al top 5 del Billboard estatunidenc.

## Discografia
- Richard Marx (1987)
- Repeat Offender (1989)
- Rush Street (1991)
- Paid Vacation (1994)
- Flesh And Bone (1997)
- Greatest Hits (1997)
- Days In Avalon (2000)
- My Own Best Enemy (2004)
- Sundown (2008)
- Emotional Remains (2008)
- Stories To Tell (2010)
- Inside My Head (2012)
- Night out with our Friends" (2012; CD+DVD)